# Playa de las Acías
La playa de las Acías está situada la localidad española de  Figueras en Asturias. Se la conoce también como la playa de Los Cobos.

## Características
Es una playa de formación lineal con una longitud de 400 m de longitud y una anchura media de 30 m. Tiene un fácil acceso tanto para peatones como vehículos, de una longitud algo inferior a los 500 m. Su entorno es del tipo rural, la vegetación y arbolado muy cercano a la arena y la peligrosidad es baja, la arena es fina y de color ligeramente tostado. El grado de urbanización así como su ocupación son bajos. Los terrenos que la rodean no son encrespados sino tendidos hacia la mar. No tiene servicios típicos de playas.
Está muy cercana a la localidad de A Linera que tiene un grupo de viviendas con una bella situación al borde del mar. También está cerca otra localidad llamada Donlebún. Está declarada «Reserva Natural Parcial» por estar situada a la orilla del río Eo. Destaca por su alto interés paisajístico, medioambiental y arquitectónico del borde costero.
Muy próximo a la playa, hacia el este, están los restos del Molín de As Acías que era un curioso molino de mareas ya que se servían de la pleamar y bajamar mediante un ingenioso y sencillo sistema para mover los mecanismos del molino.